# Asio madagascariensis
El búho malgache (nombre científico: Asio madagascariensis) es una especie de ave de la familia Strigidae. Es endémico a la isla de Madagascar. Se encuentra en diversos tipos de bosque de la isla, normalmente entre el nivel del mar y los 1600m s. n. m., aunque a veces se le encuentra más alto. Es un búho de tamaño mediano, que mide desde 40 hasta 50 centímetros de largo, lo que lo hace uno de los búhos más grandes de su país. La parte de arriba de su cuerpo, junto con su nuca y corona, es de color marrón oscuro. Tiene un disco facial marrón y sus ojos son naranjas. El dimorfismo sexual está presente en esta especie, siendo el macho más pequeño que la hembra. Es nocturno, como la gran mayoría de búhos. Se alimenta principalmente de pequeños mamíferos, como lémures, ratones y ratas. También se alimenta de algunas clases de anfibios, reptiles y aves. Su reproducción no se ha investigado mucho. Todos los nidos de esta especie son nidos abandonados de otras especies más grandes. Se cree que ponen sus huevos entre agosto y octubre. 